# Maurizio Molinari
Maurizio Molinari (né à Rome le 28 octobre 1964) est un journaliste italien. Depuis avril 2020 il est rédacteur en chef du quotidien la Repubblica, après avoir été rédacteur en chef de La Stampa pendant cinq ans.

## Biographie
Maurizio Molinari obtient en 1989 une licence en sciences politiques à l'Université La Sapienza de Rome et, en 1993, une licence en histoire. Il a également étudié à l'Université hébraïque de Jérusalem en Israël et au Manchester College d'Oxford au Royaume-Uni.
En 1984, il commence à travailler comme journaliste pour La Voce Repubblicana, journal du Parti républicain italien, et obtient le statut de journaliste professionnel en 1989.
Marié depuis 1994 avec Micol Braha. Ils ont quatre enfants.

### Journaliste àLa Stampa
Molinari arrive à La Stampa en 1997 et y travaille pendant plus d'une décennie comme correspondant depuis Bruxelles, New York, et depuis 2014 depuis Jérusalem et Ramallah, avant de revenir à Turin comme rédacteur en chef en 2016.

### Rédacteur en chef deLa Stampaetde la Repubblica
Le 26 novembre 2015, Molinari est nommé rédacteur en chef du quotidien turinois La Stampa, en remplacement de Mario Calabresi (it). Le président d'EXOR, John Elkann, choisit Molinari. En décembre 2017, Molinari devient directeur éditorial de GNN, le réseau d'information Gedi qui comprend La Stampa, Secolo XIX et les journaux locaux de l'ancien groupe Finegil. Le 23 avril 2020, il devient rédacteur en chef de la Repubblica.
Le 17 juillet 2021, la Repubblica, a en première page  « À la chasse aux non-vaccinés. Ils sont 17 millions de plus »,,. En novembre 2021, Molinari est attaquée par Maria Zakharova, porte-parole du ministère des Affaires étrangères du Kremlin, en raison d'une analyse de l'actualité : « Le président russe Vladimir Poutine constitue une menace hybride générant des crises parallèles qui serrent l'Union européenne dans un étau ». Zakharova a qualifié l’analyse de Molinari de « délicieuse absurdité ». Decode39 a noté qu'en niant les accusations, le Kremlin confirme sa ligne allant de l'Ukraine au gaz naturel.

## Participation aux réunions du Bilderberg et du WEF
Maurizio Molinari  participe au Bilderberg Meeting 2017, comme l'indique le site officiel du groupe Bilderberg, qui publie la liste des participants, ainsi que du 2019 et du WEF Annual Meeting 2020.